# Fotocromismo

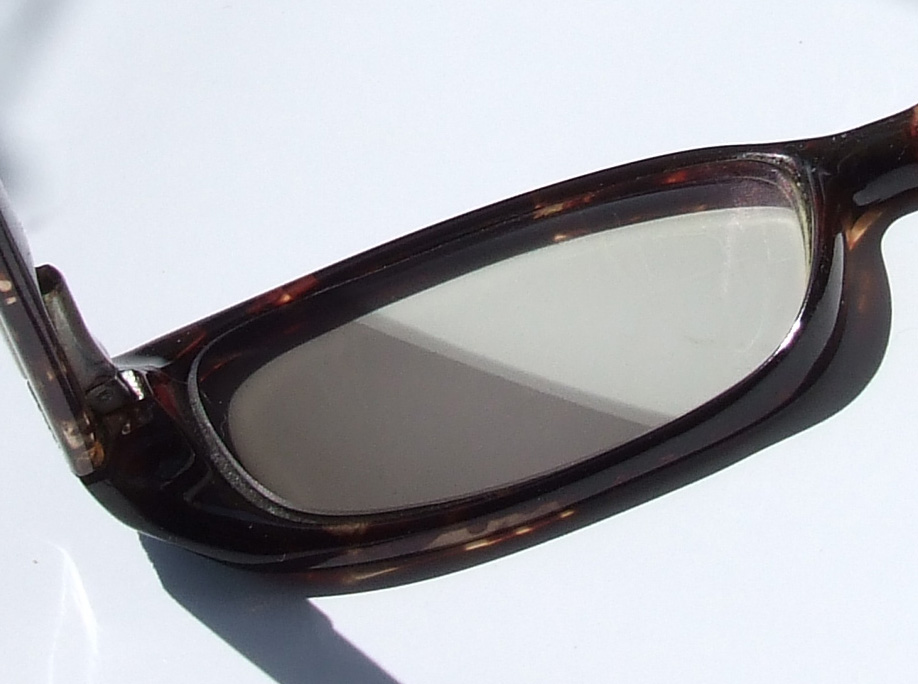
Lentes fotocromáticas, formadas por material impregnado por substância que possua o fenômeno de fotocromismo.

O fotocromismo ou efeito fotocromático é aquele que resulta na modificação da cor do material ou no seu escurecimento (se for transparente, por exemplo) quando recebe luz, seja artificial, seja solar. As lentes fotocromáticas são muito utilizadas para evitar a incidência exagerada de luz nos olhos, embora mantenham a transparência alta quando a luminosidade é baixa.